# CA Paulistano
Club Athletico Paulistano – brazylijski klub piłkarski z siedzibą w São Paulo. Klub działał w latach 1900-1930.

## Historia
Klub Club Athletico Paulistano założony został 29 grudnia 1900 w São Paulo. Został założony przez młodzież po obejrzeniu meczu pomiędzy Internacionalem São Paulo i Mackenzie College São Paulo. Paulistano swój pierwszy mecz rozegrało 3 maja 1902 przeciwko São Paulo Athletic Club. 
W 1905, gdy Paulistano zdobyło swoje pierwsze mistrzostwo stanu São Paulo – Campeonato Paulista, w klubie doszło do kryzysu, gdy 1 listopada po meczu z São Paulo Athletic Club, kapitan Paulistano Jorge Mesquita wraz z kilkoma piłkarzami opuścił klub i dołączył do AA das Palmeiras São Paulo. 2 września 1910 Paulistano rozegrało swój pierwszy mecz z zagranicznym klubem, angielskim Corinthians F.C., dotkliwie przegrywając 0-5. 
Najlepszym okresem w historii Paulistano były lata 1913-1929, kiedy to zdobyło dziewięć tytułów mistrza stanu São Paulo. W 1918 Paulistano pokonując Fluminense Rio de Janeiro zdobyło Taça Ioduran. W latach dwudziestych klub nie zgodził się na profesjonalizację i rozwiązał sekcję piłkarską. Członkowie Paulistano wraz z członkami AA das Palmeiras São Paulo powołali nowy klub São Paulo da Floresta, który w 1935 został przekształcony w São Paulo FC. 
Do najwybitniejszych piłkarzy Paulistano należeli Arthur Friedenreich oraz pierwszy kapitan i selekcjoner reprezentacji Brazylii Rubens Salles.

## Sukcesy
- mistrzostwo stanu São Paulo – Campeonato Paulista - 11: 1905, 1908, 1913, 1916, 1917, 1918, 1919, 1921, 1926, 1927, 1929.
- Taça Ioduran w 1918

## Reprezentanci Brazylii w klubie
|  | - Arthur Friedenreich - Rubens Salles - Orlando Pereira Pires - Sérgio Pereira Pires - Junqueira - Xavier Camargo - Armando dos Santos - Anfilogino Guarisi - Arnaldo |  | - Barthô - Millón - Luís Mesquita de Oliveira - Manoel Carlos Aranha - Kuntz - José Rueda - Clodôaldo Caldeira - Francisco Abatte |